# Axoclinus storeyae
Axoclinus storeyae es una especie de pez de la familia Tripterygiidae en el orden de los Perciformes.

## Hábitat
Es un pez marino.